# マヌエル・カルドーゾ (自転車選手)
マヌエル・アントニオ・カルドーゾ・レアル（Manuel Antonio Cardoso Leal、1983年4月7日 - ）は、ポルトガル、パソス・デ・フェレイラ出身の自転車競技（ロードレース）選手。

## 来歴
2009年
- ポルトガル選手権・個人ロードレース 優勝

2010年、フットオン・セルベット（現 ジェオックス・TMC）に移籍。
- ツアー・ダウンアンダー 区間1勝(第3)

2011年、チーム・レディオシャックに移籍。
- カタルーニャ一周 区間1勝(第4)
- ヴァッテンフォール・サイクラシックス 8位
- 世界選手権・個人ロードレース 16位

2012年、カハ・ルラルに移籍。